# ویتاکا رودریگز
ویتاکا رودریگز (انگلیسی: Vitaka Rodríguez؛ زادهٔ ۶ اوت ۱۹۸۷) بازیکن فوتبال اهل اسپانیا است.